# Santo Entierro (Manzanillo)

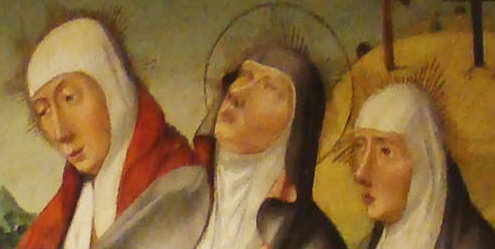
Detalle de la pintura del Santo Entierro con María madre de Jesús acompañada de las otras dos Marías. Maestro de Manzanillo

El Santo Entierro es un óleo sobre temple y tabla, con unas dimensiones de 93 x 199 cm que se encuentra en la iglesia parroquial de los Santos Justo y Pastor de Manzanillo (Valladolid), España. Está considerado como una de las obras maestras del estilo gótico hispano-flamenco. El tema es el «entierro de Cristo», cercano al tema del «planto o llanto sobre Cristo muerto» que tuvo gran difusión y aceptación durante el Renacimiento y Barroco. Su autor es anónimo reconocido como Maestro de Manzanillo precisamente a raíz del estudio de esta pintura por el historiador de arte e hispanista estadounidense Chandler R. Post (1881–1959) en su obra A History of Spanish Painting , vol. IX, p. 459; vol. XII. pp 727-730. Las características de este pintor —activo en la segunda mitad del siglo xv—  son principalmente las formas rígidas, perfiles agudos, formas dramáticas y una gama de colores muy rica y con mucha luz.
Estuvo expuesto en Las Edades del Hombre de Valladolid El arte en la Iglesia de Castilla y León, 1988 con el título Pintura del Santo Entierro, número 93 del catálogo.

## Descripción
La escena se presenta en horizontal sin que los personajes se tapen unos a otros. En primer término se ve el sarcófago de madera donde José de Arimatea, San Juan y Nicodemo están depositando el cuerpo de Cristo. En el centro se ve a María con los ojos semicerrados que dirige la mirada al cielo, a punto de desmayarse. A ambos lados están las dos Marías (Salomé y Cleofás) y en el extremo de la pintura, María Magdalena. En un lateral del sarcófago está dibujada la figura de la donante, de tamaño más reducido, siguiendo las normas que así lo aconsejaban. Viste con manto negro y toca blanca. A continuación y siguiendo siempre por el lateral se ven pintadas una serie de flores animadas con variado colorido: rosas con sus hojas, lirios, claveles y azucenas. El cuadro tiene como telón de fondo un paisaje con arquitectura en el que se ve el monte Gólgota y las tres cruces y un poco más lejos la ciudad de Jerusalén con torres y cúpulas.
Existe una pintura con las mismas características y medidas en el museo del Hermitage de Leningrado.

Santo Entierro
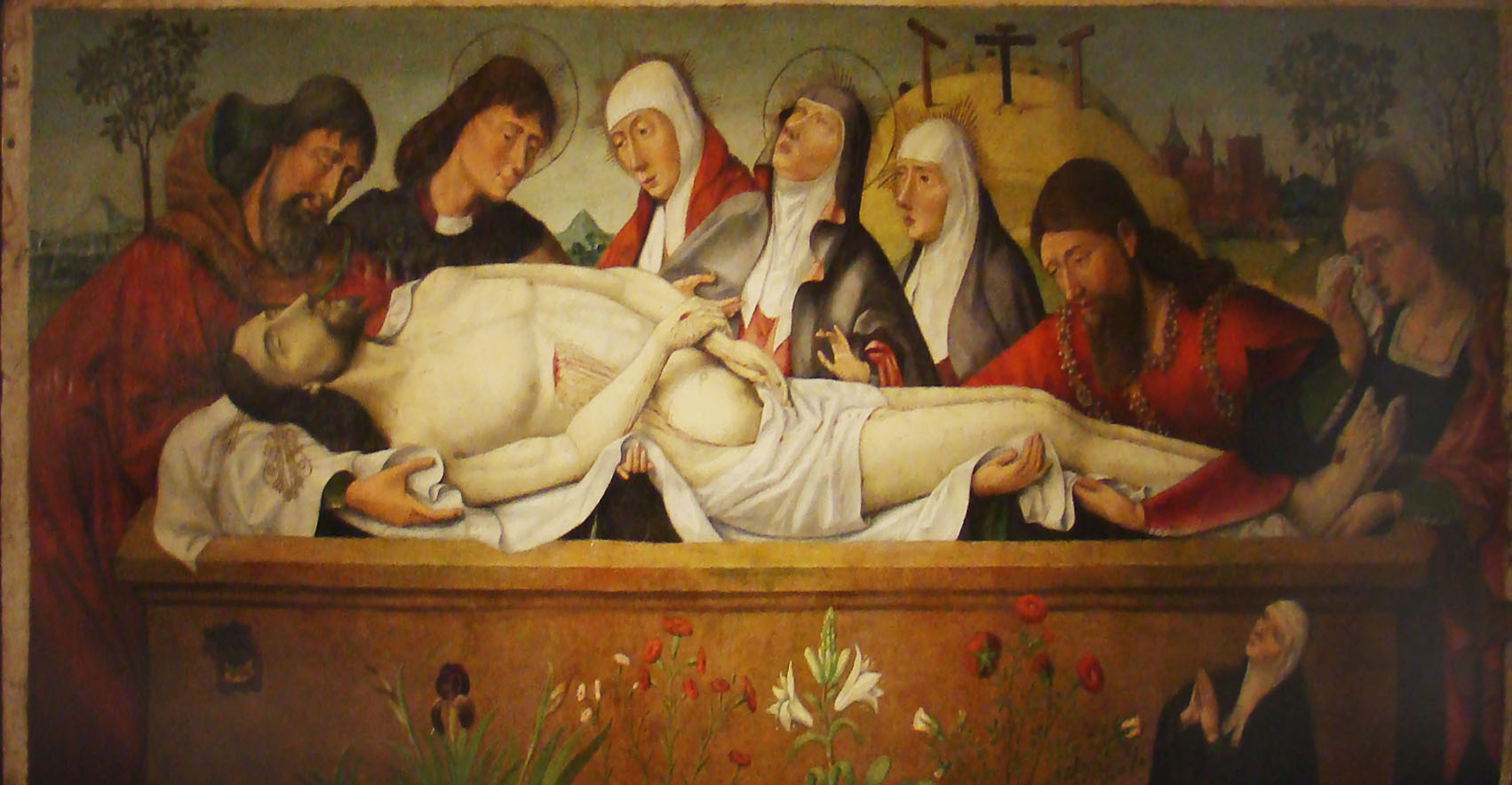
Maestro de Manzanillo